# Air Europa Express (1996)
Air Europa Express (IATA: UX, OACI: PMI) fue una aerolínea española low cost, filial de Air Europa, que realiza vuelos regionales.

## Historia
La aerolínea fue fundada en 1996 para operar vuelos regionales con aeronaves turbohélices, con base operativa en Palma de Mallorca. Cesó sus operaciones en octubre de 2001 despidiendo a 330 empleados, junto a la chárter Air Europa Canarias. Su flota estuvo compuesta de aeronaves turbohélice BAe ATP.
14 años después, y a finales de diciembre de 2015, Globalia Corporación Empresarial (grupo al que pertenece Air Europa). informó que crearían una nueva aerolínea filial de Air Europa para principios del 2016. Se trataría del relanzamiento de Air Europa Express, como filial low cost que competiría directamente con Iberia Express. Esto se produciría gracias a la compra de Aeronova, convirtiéndolo en Air Europa Express.

## Flota
Se traspasaron a la nueva filial los 11 Embraer E195 que operaba la aerolínea matriz y poco a poco se fueron incorporando hasta 5 ATR 72-500. El avión más antiguo es el Embraer E195 matrícula EC-KRJ, con 10.9 años. La incorporación más reciente a la flota es la del ATR 72-500, con matrícula EC-MHJ, que se entregó el 27 de marzo de 2018.
- 5 ATR 72-500.
- 11 Embraer E195.

### ATR 72-500(1)
- 5 ATR 72-500 : 68 pasajeros, 4 en clase Business y 64 en clase Turista

| Matrícula | Tipo        | Número de serie | Asientos | Incorporación a la flota          | Observaciones                      |
| --------- | ----------- | --------------- | -------- | --------------------------------- | ---------------------------------- |
| EC-MMZ    | ATR 72-212A | 846             | 68       | 13 de agosto de 2016 (8 años)     | incorporado a la flota de swiftair |
| EC-MSN    | ATR 72-212A | 918             | 68       | 20 de septiembre de 2017 (7 años) | incorporado a la flota de swiftair |
| EC-MSM    | ATR 72-212A | 911             | 68       | 27 de septiembre de 2017 (7 años) |                                    |
| EC-MUJ    | ATR 72-212A | 879             | 68       | 10 de enero de 2018 (7 años)      |                                    |
| EC-MHJ    | ATR 72-212A | 982             | 68       | 27 de marzo de 2018 (6 años)      |                                    |

### Embraer E195(7)
- 11 Embraer E195 : 120 pasajeros, 8 en clase Business y 112 en clase Turista

| Matrícula | Tipo          | Número de serie | Asientos | Incorporación a la flota          | Observaciones |
| --------- | ------------- | --------------- | -------- | --------------------------------- | ------------- |
| EC-KRJ    | ERJ 190-200LR | 19000196        | 120      | 20 de noviembre de 2008 (16 años) |               |
| EC-KXD    | ERJ 190-200LR | 19000244        | 120      | 5 de marzo de 2009 (16 años)      |               |
| EC-KYO    | ERJ 190-200LR | 19000276        | 120      | 30 de abril de 2009 (15 años)     |               |
| EC-KYP    | ERJ 190-200LR | 19000281        | 120      | 30 de abril de 2009 (15 años)     |               |
| EC-LCQ    | ERJ 190-200LR | 19000303        | 120      | 20 de marzo de 2010 (14 años)     |               |
| EC-LEK    | ERJ 190-200LR | 19000344        | 120      | 25 de marzo de 2010 (14 años)     |               |
| EC-LFZ    | ERJ 190-200LR | 19000357        | 120      | 10 de junio de 2010 (14 años)     |               |
| EC-LIN    | ERJ 190-200LR | 19000401        | 120      | 10 de diciembre de 2010 (14 años) |               |
| EC-LKM    | ERJ 190-200LR | 19000425        | 120      | 25 de marzo de 2011 (13 años)     |               |
| EC-LKX    | ERJ 190-200LR | 19000437        | 120      | 27 de mayo de 2011 (13 años)      |               |
| EC-LLR    | ERJ 190-200LR | 19000452        | 120      | 25 de agosto de 2011 (13 años)    |               |